# Emil Otto Oskar von Kirchner
Emil Otto Oskar von Kirchner (ur. 15 września 1851 we Wrocławiu, zm. 25 kwietnia 1925 w Wenecji) – niemiecki botanik, mykolog i fitopatolog.
Był synem urzędnika samorządowego. Ukończył Gimnazjum św. Marii Magdaleny we Wrocławiu, następnie studiował botanikę na Königliche Universität Breslau. Tutaj w 1874  uzyskał też doktorat. Tematem rozprawy doktorskiej była analiza dzieł botanicznych greckiego filozofa i przyrodnika Teofrasta z Eresos. Następnie pracował w Instytucie Akademii Rolniczo-Pomologicznej w Prószkowie. W 1877 wyjechał do Hohenheim i był asystentem w Instytucie Oceny Nasion, który został otwarty w 1878 r. Od 1881 do 1917 był profesorem botaniki na Uniwersytecie Rolniczym w Hohenheim.

## Praca naukowa
Oprócz botaniki i mykologii (która wówczas była częścią botaniki) Kirchner zajmował się chorobami roślin. Na podstawie swoich licznych publikacji na ten temat oraz praktycznego doświadczenia napisał książkę Die Krankheiten und Beschädigungen unserer landwirtschaftlichen Kulturpflanzen (Choroby i szkodniki w uprawach rolnych).  Od 1916 r. do śmierci redagował czasopismo Zeitschrift für Pflanzenkrankheiten und Gallenkunde.
Przy nazwach naukowych utworzonych przez niego taksonów dodawany jest skrót jego nazwiska Kirchn. Uczczono go jego nazwiskiem nazywając 11 gatunków grzybów (m.in. Collybia kirchneri, Marssonina kirchneri, Hirsutella kirchneri).